# Evangelische Kirche Katernberg

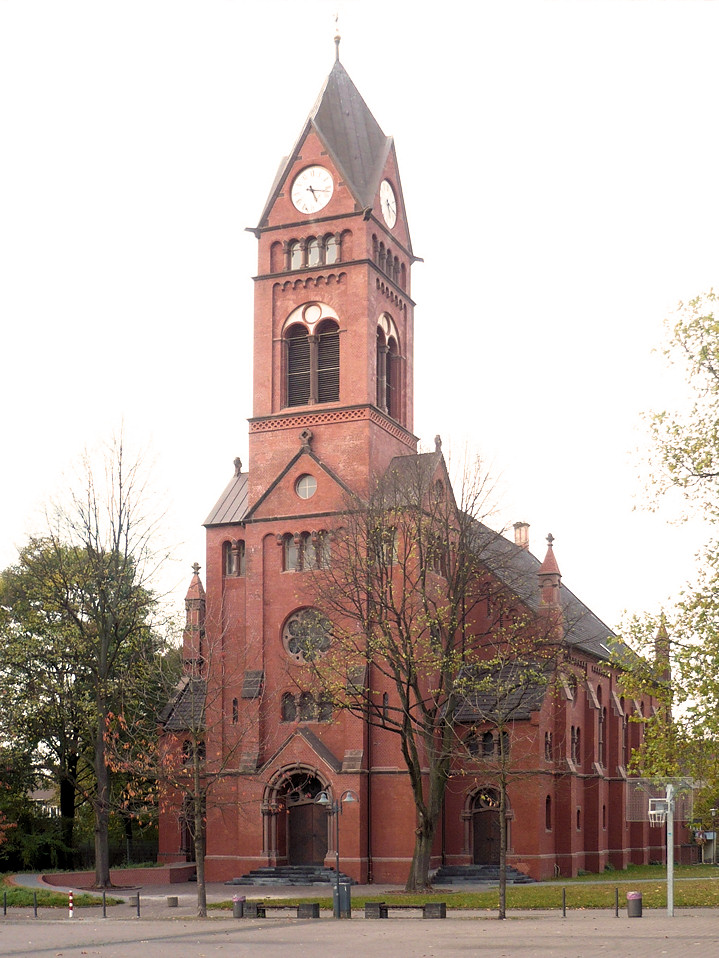
Ev. Kirche Katernberg (Bergmannsdom)

Die Evangelische Kirche Katernberg (im Volksmund Bergmannsdom genannt) ist ein Kirchengebäude im nördlichen Essener Stadtteil Katernberg. Die größte evangelische Kirche in Essen, die zur Evangelischen Kirchengemeinde Katernberg im Kirchenkreis Essen der Evangelischen Kirche im Rheinland gehört, steht unter Denkmalschutz.

## Geschichte
Die Aktivitäten der Zeche Zollverein im aufstrebenden Steinkohlenbergbau ließen die Bevölkerung durch Einwanderung von Arbeitskräften sprunghaft ansteigen. Viele aus östlichen Landesteilen eingewanderte Arbeiter ließen die Zahl der evangelischen Gemeindemitglieder bereits zu Beginn der 1870er Jahre um 1500 ansteigen. Der Vorsitzende des Grubenvorstandes der Zeche Zollverein und reformierte Protestant Hugo Haniel führte einen jährlichen Zuschuss zum Pfarrgehalt von 1500 Mark für zehn Jahre ein, was zur Gründung einer selbstständigen und 1874 staats- und kirchenaufsichtlich genehmigten Kirchengemeinde führte. Zunächst wurden Gottesdienste in einer Schule abgehalten. 

### Vorgängerkirche
Für einen ersten Kirchbau stellten die Zecheneigentümer Haniel das Grundstück an der Alten Kirchstraße, 36.000 Mark sowie vergünstigte Backsteine zur Verfügung. So fand am 9. Juni 1876 die Grundsteinlegung des durch den Essener Architekten H. F. Hardung entworfenen Gebäudes statt. Der Bauunternehmer Jonath aus Ruhrort führte den Bau Kirche aus. Sie bot 440 Plätze und wurde am 1. November 1877 eingeweiht. Bei dem schwarz gefugten Backsteinbau mit spätgotischen Elementen handelte sich um einen fünfjochigen Langschiffbau mit drei Schiffen und angesetztem Westturm. Eine kleine Sakristei befand sich im nördlichen Chorwinkel. Auf der Querempore an der Turmseite konnte eine schon in der Bauzeit durch Gemeindeglieder gespendete Orgel eingebaut werden.
Der weiter steigenden Zahl der Gemeindeglieder konnte man 1885 zunächst mit dem Einbau von Längsemporen begegnen, die die Zahl der Plätze auf 600 erhöhten. Doch auch das reichte bald nicht mehr aus. Dazu häuften sich Bergschäden am Gebäude und verhinderten eine weitere bauliche Aufstockung der Plätze. Daraufhin gründete sich 1897 ein Kirchenbauverein. Es folgte 1899 der Beschluss, die Kirche durch eine neue größere Kirche zu ersetzen. Nach deren Einweihung erfolgte 1903 die Niederlegung der ersten evangelischen, aber zu klein und teils baufällig gewordenen Kirche in Katernberg.

### Heutiger Kirchbau
Nach Anstieg der Gemeindeglieder auf über 6000 um die Jahrhundertwende 1900 entwarf der Essener Architekt Carl Nordmann die bis heute größte evangelische Kirche Essens. Die Grundsteinlegung der querschifflosen dreischiffigen Hallenkirche fand am 13. Mai 1900 am neuen Standort am Katernberger Markt statt. Es handelt sich dabei um die letzte komplett erhaltene Gusseisensäulenkirche Essens. Dazu enthält der Backsteinbau einfache, spätromanische Formen mit Details aus Sandstein. Die rund 1430 Sitzplätze bietende Kirche wurde am 29. September 1901 eingeweiht. Zu dieser stiftete die Familie Haniel die noch heute in Gebrauch befindlichen Abendmahlsgeräte. Im ersten Obergeschoss des Glockenturms baute Wilhelm Sauer eine Orgel mit 29 Registern ein. Beidseits der Orgel errichtete man balkonartige Sängerbühnen. Mehr als fünfzig Prozent der Baukosten wurden durch Beihilfen umliegender Zechen getragen.
Die Beschädigungen im Zweiten Weltkrieg waren gering. Ein zerstörtes, in der Rückwand des rechteckigen Chores eingelassenes Radfenster wurde jedoch nach dem Krieg durch ein Lanzettfenster ersetzt.  
1991 wurde die Kirche in die Denkmalliste der Stadt Essen aufgenommen, auch weil der äußerliche Ursprungszustand nahezu unverändert vorhanden ist. 1999 wurde die Kirche für rund 1.6 Millionen Euro saniert. Diesen Gesamtbetrag übernahmen die Deutsche Stiftung Denkmalschutz, die Sparkasse Essen und das damalige Immobilienunternehmen Viterra.